# Jasna Šamić
Jasna Šamić (ur. 1 kwietnia 1949 w Sarajewie) – bośniacko-francuska pisarka, tłumaczka i krytyk literacki.

## Życiorys
Po ukończeniu szkoły średniej w Sarajewie, rozpoczęła studia z zakresu orientalistyki na Uniwersytecie w Sarajewie. W 1977 obroniła pracę doktorską na macierzystej uczelni. Studia kontynuowała na Uniwersytecie Paryskim, gdzie w 1984 obroniła pracę doktorską poświęconą sufizmowi w historii.
W latach 1988-1992 pracowała na stanowisku asystenta, a następnie docenta i profesora na wydziale filozoficznym Uniwersytetu w Sarajewie. Była członkinią rady wydawniczej czasopisma Kultura Istoka. W 1992 została wydalona z uczelni. W tym samym roku otrzymała stanowisko profesora na Uniwersytecie Marca Blocha w Strasburgu. Prowadziła tam zajęcia z języków i literatur bałkańskich. W latach 90. wielokrotnie pojawiała się w audycjach Radio France Internationale.
Od 1996 była członkinią Stowarzyszenia Pisarzy Francuskich i francuskiego PEN Klubu. Mieszka w Paryżu i w Sarajewie. Od 2007 kieruje czasopismem literackim Književna sehara. W 2017 była sygnatariuszką Deklaracji o wspólnym języku krajów byłej Jugosławii.
Jej twórczość literacka obejmuje powieści, tomiki poezji, a także opowiadania i dramaty. Tłumaczyła utwory literackie z języka francuskiego, włoskiego, tureckiego i arabskiego. W 2022 wydała wspomnienia (Sarajevo moje mladosti).

## Twórczość

### Poezja
- 1973: Isjećeni trenuci (Ucięte chwile)
- 1980: U hladu druge kože (W cieniu innej skóry)
- 1986: Iz bilježaka Babur Šaha
- 2006: L’Amoureux des oiseaux
- 2018: Svjetlo mraka
- 2015: Na postelji od sna
- 2022: Ailleurs est le ciel

### Powieści
- 1996: Le pavillon bosniaque (Bośniacki pawilon)
- 1997: Mraz i pepeo (Mróz i popiół)
- 2001: Soba s pogledom na okean
- 2007: Carstvo sjenki (Królestwo cieni)
- 2012: Portrait de Balthazar
- 2013: L'Empire des ombres
- 2015: Le givre et la cendre
- 2020: Chambre avec vue sur l'océan
- 2021: Razbijeni kaleidoskop
- 2022: Nesretan slučaj

### Opowiadania
- 1996: Histoire inachevée
- 1998: Valcer
- 2008: Na Seni barka

### Dramaty
- 1995: Sjećanje na život (Wspomnienie o życiu)
- 1995: Grad ljubav smrt
- 2006: Drame
- 2016: Trois histoires un destin

## Nagrody i wyróżnienia
W 2008 Jasna Šamić otrzymała literacką nagrodę Stendhala, w 2014 nagrodę Gauchez-Pillippot, w 2018 nagrodę Naji Naaman. Jest także laureatką szeregu nagród wydawniczych w Bośni i Hercegowinie.